# 臺北市中山區吉林國民小學
臺北市中山區吉林國民小學是一所位於中華民國臺北市中山區的市立國民小學，坐落在長春路與吉林路交叉口。吉林國小創校於民國54年（1965年），曾獲教育部頒發的多項榮譽。

## 外部連結
- 臺北市中山區吉林國民小學 （页面存档备份，存于）
- 臺北市中山區吉林國民小學的Facebook專頁